# ب‌ام‌و سری ۷ (ای۳۸)

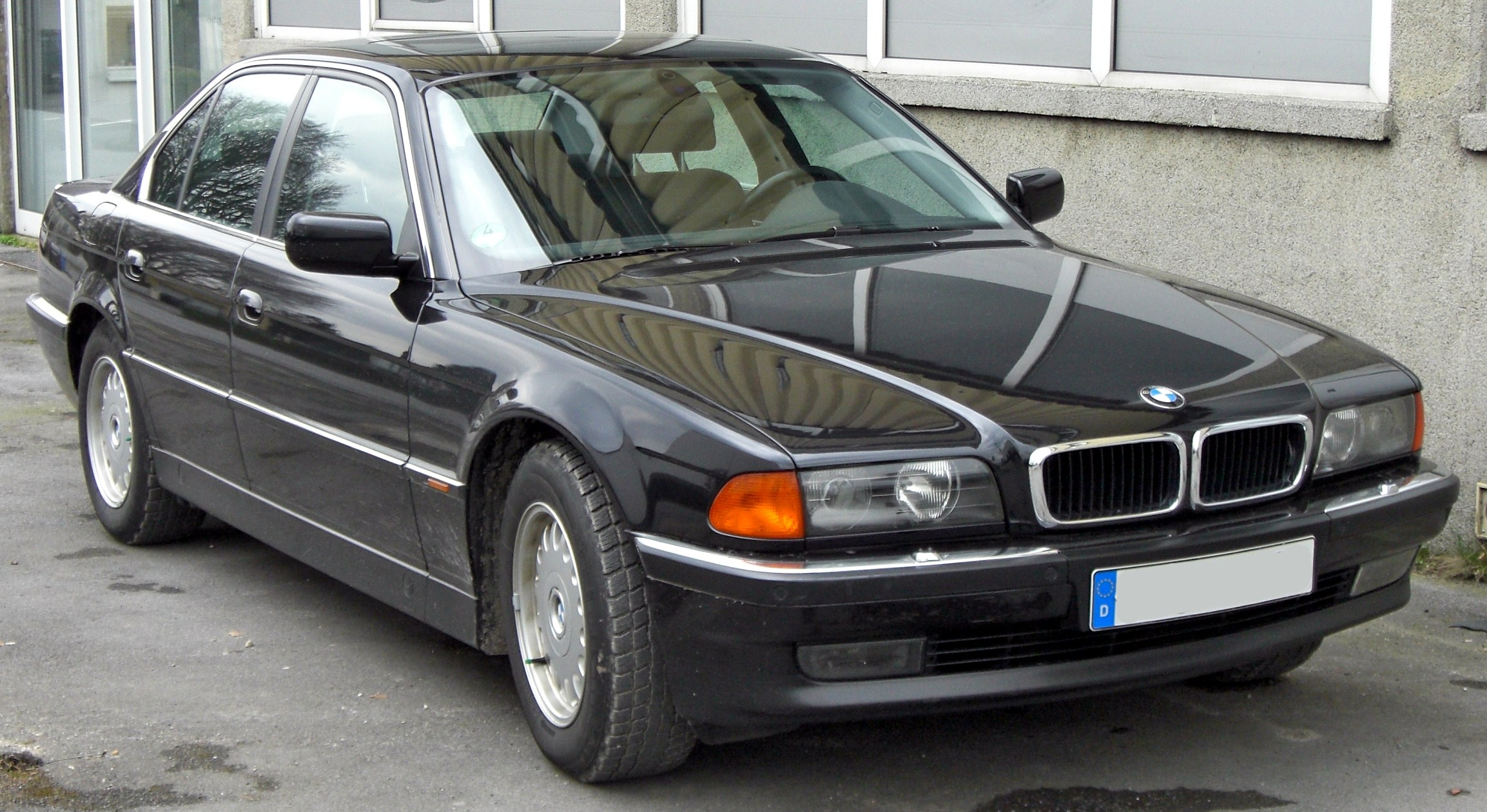

ب‌ام‌و سری ۷ (ای۳۸) (BMW 7 Series (E38)) یک سری خودرو است که در سال‌های ۱۹۹۴ تا ۲۰۰۱> ۳۴۰،۲۴۲ built  در آلمان تولید شده‌است.
طراحی آن خودروهای موتور جلو-محور عقب بوده طول آن در حالت طبیعی ۴٬۹۸۴ میلیمتر (۱۹۶٫۲ اینچ)، عرض آن در حالت طبیعی ۱٬۸۶۲ میلیمتر (۷۳٫۳ اینچ) و ارتفاع آن در حالت طبیعی ۱٬۴۲۵ میلیمتر (۵۶٫۱ اینچ) و وزن آن در حالت طبیعی ۱٬۷۱۰ کیلوگرم (۳٬۷۷۰ پوند) است. سیستم جعبه‌دندهٔ آن ۵ دنده به دو صورت خودکار و دستی است.